# Buslingthorpe
Buslingthorpe is een civil parish in het Engelse graafschap Lincolnshire.

## Geboren in Buslingthorpe
- Roger Scruton (1944-2020), filosoof en schrijver